# (31339) 1998 KY30
1998 كي واي 30 (ويعرف أيضًا باسم (31339) 1998 كي واي 30 وفق تسمية الكوكب الصغير) (بالإنجليزية: 1998 KY30)‏ هو كويكب ضمن حزام الكويكبات؛ وترتيبه 31339 من حيث الاكتشاف.
اكتُشف هذا الجُرم الفلكي بواسطة بحث لنكولن عن الكويكبات القريبة من الأرض في 22 مايو 1998.

## وصلات خارجية
- (31339) 1998 KY30 في قاعدة بيانات مختبر الدفع النفاث لأجرام النظام الشمسي الصغيرة

- الاكتشاف · مخطط المدار ·  العناصر المدارية · المعلمات المادية

- (31339) 1998 KY30 على موقع ويكي سكاي: DSS2, SDSS, GALEX, IRAS, Hydrogen α, X-Ray, Astrophoto, Sky Map, Articles and images